# ديبورا أفانت
ديبورا أفانت (بالإنجليزية: Deborah Avant)‏ هي عالمة سياسة أمريكية، ولدت في 26 نوفمبر 1958.